# Fairfield (Illinois)
Fairfield è un comune degli Stati Uniti d'America, situato in Illinois, nella contea di Wayne, della quale è anche il capoluogo.